# Орзоая-де-Жос
Орзоая-де-Жос (рум. Orzoaia de Jos) — село у повіті Прахова в Румунії. Адміністративно підпорядковане місту Урлаць.
Село розташоване на відстані 63 км на північ від Бухареста, 17 км на північний схід від Плоєшті, 148 км на захід від Галаца, 87 км на південний схід від Брашова.

## Населення
За даними перепису населення 2002 року у селі проживали 620 осіб. Усі жителі села рідною мовою назвали румунську.
Національний склад населення села:
| Національність | Кількість осіб | Відсоток |
| -------------- | -------------- | -------- |
| румуни         | 609            | 98,2%    |
| цигани         | 11             | 1,8%     |